# Аква-Клавдия
А́ква-Кла́вдия (лат. Aqua Claudia) — древнеримский акведук I века н. э. Длина — 69 км, средний расход воды — 2,3 м³/с.
Строительство акведука было начато при императоре Калигуле в 38 году, а завершено при императоре Клавдии в 52 году. 10 лет спустя его перестали использовать, через 9 лет при императоре Веспасиане в 71 году работа заброшенного акведука была восстановлена, ещё через 10 лет по приказу императора Тита его также отреставрировали.
Монументальная арка, являвшаяся частью Аква-Клавдии и акведука Анио Новус, стала воротами Аврелиановой стены — Порта-Маджоре. Канал водопровода проходил по большей части под землёй, последние 13 километров в направлении города — надземные конструкции. В черте города имел построенное Нероном 2-километровое ответвление Arcus Neroniani до храма Клавдия на Целии. Основная линия акведука заканчивалась за Палантиановыми садами (в районе современного вокзала Термини).